# 镇江市烈士陵园
镇江市烈士陵园原名镇江烈士墓，位于镇江市京口区北固山前峰（南峰）北部:36。素有“小雨花台”之称。

## 历史
1930年代，镇江县为江苏省省会。1930年11月至1933年9月，江蘇省政府、中国国民党江苏省党部、江苏高等法院、江苏民政厅和清乡督办公署在镇江县两度设立“江苏省临时军法会审处”。处长錢家驤。会审处负责处置江苏全省的共产党人和革命志士。因当时“镇江没有固定刑场，会审处多选择郊外荒地荒冢杀人。”处决地点多在镇江市老北门外。具体地点为今镇江市三五九医院北、市烈士陵园东。当时此地为城墙外的荒坡地，无主坟墓众多，称之为乱葬坑。经多年调查，目前查得146位烈士姓名。据当年相关人士回忆和分析，1930年底至1933年9月，约有300名以上共产党人和革命群众在镇江被处决。
1966年春，建镇江烈士墓。同年8月，中共镇江市委、市政府将分散在镇江市南郊、宝盖山、北固山、九华山、桃花坞等地的134位烈士坟墓，集中迁移安厝于烈士墓内。9月12日，纪念广场北端破土动工建革命烈士纪念碑，年底竣工。
1995年1月，中国民政部命名为百家爱国主义教育基地称号。同年10月，被评为全国烈士纪念建筑物管理先进单位。2001年，中国国务院列为全国重点烈士纪念建筑保护单位。2004年，评为全国民政基层单位行风建设先进集体。2007年，中国社会工作协会志愿者工作委员会授予全国社区志愿服务活动示范单位。2011年，中国民政部评为全国行风建设示范单位。2015年，中国民政部评为全国文明优抚事业单位。
2021年时，镇江市烈士陵园已是全国、省、市爱国主义教育基地、全国重点烈士纪念建筑物保护单位、全国行风建设示范单位、全国社区志愿服务活动示范单位、江苏省党员教育实境课堂示范点、江苏省廉政教育基地。

## 建筑
目前，镇江市烈士陵园占地面积近百畝，已建成烈士纪念碑、烈士陵墓、警世碑、镇江革命斗争史浮雕墙、北固英烈群雕、忠烈祠碑及忠烈亭、烈士纪念馆、北固英烈殉难地及李超时烈士铜像、“北固壮歌”大型浮雕烈士诗文碑墙等九处红色纪念建筑景观。
2002年新建的烈士纪念馆，总建筑面积3180平方米，重点陈列自鸦片战争以来直至社会主义建设时期238名烈士事迹。